# Temple d'Isis (Behbeit El-Hagara)
Pour les articles homonymes, voir Liste des temples d'Isis.
Le temple d'Isis de Behbeit El-Hagara est situé sur un site archéologique appartenant au douzième nome de Basse-Égypte qui contient les vestiges d'un ancien temple égyptien dédié à la déesse Isis, connu sous le nom d'Iséion ou Iseum.

## Histoire
Des sources aussi anciennes que les textes des pyramides, datant au moins de la Ve dynastie, indiquent qu'Isis était liée à la région de Sebennytos, et qu'elle et son culte pourraient en être originaires. Cependant, aucun temple majeur ne lui a été dédié avant la XXXe dynastie, lorsque ses temples de Philae et celui de Behbeit El Hagar ont commencé à être construits. Les deux temples étaient parallèles : celui de Philæ servant de centre de culte principal d'Isis en Haute-Égypte et celui de Behbeit El Hagar étant son homologue en Basse-Égypte.
L'Iséion a été commencé sous le règne de Nectanébo II (360-342 avant notre ère) et achevé sous le règne de Ptolémée III (246-222 avant notre ère). En effet, les corniches encore visibles portent le triglyphe égyptien avec les cartouches du roi Ptolémée II. Elles présentaient des éléments variés suivant la place qu'elles devaient occuper dans l'édifice. L'une des frises ornementales porte une tête d'Isis, alternant avec le cartouche de Ptolémée II.  Comme sur la majeure partie des parois du temple apparaît le nom de Ptolémée II Philadelphe. Il est à supposer que ce souverain acheva donc le temple d'Isis et l'embellit. Ptolémée II aurait ainsi ajouté une cour précédée d'un portique.
L'Iseum de Behbeit El-Hagara représentait l'un des sanctuaires majeurs de la déesse en Égypte et formait avec celui de Philæ un des centres de pèlerinage très populaires à l'époque gréco-romaine.

### Époque moderne
Le temple a été démoli à un moment donné, peut-être dans les temps anciens, par un tremblement de terre ou par l'enlèvement de ses pierres pour servir de matériau de construction. Il n'en reste aujourd'hui que des blocs épars.
Le site est découvert au début du XVIIIe siècle par Paul Lucas. D'après les relevés des voyageurs du XVIIIe siècle et le plan de la Description de l'Égypte réalisé par les savants de Bonaparte, une grande enceinte délimitait le temple central dédié à la déesse Isis.
Vers 1875, l'Iseum était dans un état de bouleversement complet. Les murs étaient renversés, les blocs entassés les uns sur les autres sur une grande hauteur. Il était impossible de reconnaître dans ce chaos le plan primitif de ce temple dédié à la déesse Isis.
L'archéologue Christine Favard-Meeks a proposé une reconstitution historique de ce temple. 

## Description
Alors que la plupart des temples égyptiens étaient principalement construits en calcaire ou en grès, les pierres plus dures comme le granit n'étant utilisées que pour des éléments individuels tels que les statues, les obélisques ou les portes, le temple de Behbeit El Hagar était entièrement construit en granit. 
L'enceinte sacrée était formée d'un mur de briques crues sur 460 mètres de longueur et 300 mètres de large. De cette immense enceinte de briques, il ne reste plus rien.
Le temple proprement dit d'Isis avait 120 mètres de longueur, ou 180 en comprenant le pronaos, et 60 mètres de largeur.
Le sanctuaire d'Isis était au centre. À l'est de ce sanctuaire et sur le toit, étaient aménagées différentes chapelles destinées au culte d'Osiris. Un escalier ouvrant sur la façade à droite du temple permettait d'accéder à ces chapelles aériennes qui à l'instar d'autres exemples bien conservés, comme au temple d'Hathor à Dendérah, devaient remplir un rôle particulier dans les rites et mystères qui s'y jouaient. Des parties de cet escalier d'accès se trouvent encore au milieu des ruines.
Le temple d'Isis devait être précédé d'une cour entourée de colonnades. Son accès se faisait par un portique datant de Ptolémée III.
Au nord-ouest se trouve un marécage couvert de roseaux. Ce serait l'ancien lac sacré du temple. 